# Internationale luchthaven van Mexico-Stad
De Internationale luchthaven Benito Juárez (Spaans: Aeropuerto Internacional Benito Juárez, Engels: Benito Juárez International Airport), ook wel internationale luchthaven van Mexico-Stad (Spaans: Aeropuerto Internacional de la Ciudad de México, Engels: Mexico City International Airport), is de belangrijkste luchthaven van Mexico-Stad en de grootste van het land.

## Locatie
Het vliegveld bevindt zich in het district Venustiano Carranza. Het ligt op ongeveer 5 kilometer ten oosten van het centrum van de stad en ligt redelijk omsloten door woonwijken. Gemeten naar aantallen passagiers was het in 2020 de grootste luchthaven van Latijns-Amerika en de 25e ter wereld. Er kwamen in dat jaar 22 miljoen passagiers, een daling van 56% versus 2019 als een gevolg van de coronapandemie.
De luchthaven met vijf banen werd geopend in 1929 op de plaats van een voormalig militair vliegveld. Het vliegveld is genoemd naar de negentiende-eeuwse president Benito Juárez al werd deze naam pas in 2006 geïntroduceerd. In 1943 werd het vliegveld officieel opengesteld voor internationaal vliegverkeer. In 1951 werd een nieuw baan in gebruik genomen en een jaar later volgde de eerste terminal. In de zeventiger jaren werden drie banen gesloten waardoor er twee parallelle banen overbleven. In 1980 werd de capaciteit van de terminal verdubbeld. Door de aanhoudende groei werd in 2007 een tweede terminalgebouw geopend. In 2019 maakten 50,3 miljoen passagiers gebruik van de luchthaven.
Het vliegveld heeft twee start- en landingsbanen en terminals, een voor binnenlandse vluchten en een voor internationale. Het is de thuisbasis van Aeroméxico. KLM vliegt tussen Schiphol en Mexico-Stad. Het vliegveld heeft geen directe verbinding met België.
Vanaf de luchthaven van Mexico-Stad zijn er busverbindingen met Cuernavaca, Puebla, Querétaro, Toluca, Pachuca, and Córdoba. Verder is het mogelijk over te stappen op vliegtuigen naar vrijwel alle grote steden in Mexico.

## Plannen voor nieuwe luchthaven
Door het toegenomen luchtverkeer is de luchthaven overbelast. In december 2013 werden plannen concreet voor een belangrijke uitbreiding van de luchthaven. Ten oosten van de bestaande locatie ligt een stuk braakliggend land om het Texcocomeer met een omvang van 5000 hectare. Met het bouwrijp maken van dit land is in 2014 gestart en het project vergt een investering van ongeveer US$ 5 miljard. De nieuwe president, Andrés Manuel López Obrador, was geen voorstander van het project en had een referendum beloofd tijdens zijn verkiezingscampagne. Eind oktober 2018 werd deze gehouden, een miljoen mensen hebben gestemd en 75% was tegen de bouw van de luchthaven. Het project werd afgebroken na het aantreden van de nieuwe regering op 1 december 2018.
De president kwam met een nieuw plan. Buiten de hoofdstad Mexico ligt het militaire vliegveld Santa Lucia. Dit vliegveld werd uitgebreid met twee start- en landingsbanen en een passagiersterminal. De werkzaamheden zijn in april 2019 begonnen en in maart 2022 werd het vliegveld voor commerciële vluchten geopend. Het vliegveld werd omgedoopt tot Felipe Angeles International Airport. Het project kostte zo'n US$ 2,6 miljard en krijgt een jaarcapaciteit van 20 miljoen passagiers en een half miljoen ton vracht. Er is ruimte voor een uitbreiding van de capaciteit.
|                                       |
| Laatst aangepast op 21 februari 2022. |